# 白線蚶蜊
白線蚶蜊（学名：Glycymeris albolineata）为蚶蜊科蚶蜊屬下的一个种。